# Hedysarum farinosum
Hedysarum farinosum är en ärtväxtart som beskrevs av Ahmed Ahmad Parsa. Hedysarum farinosum ingår i släktet buskväpplingar, och familjen ärtväxter. Inga underarter finns listade i Catalogue of Life.